# Boglösa församling
Boglösa församling är en församling i Enköpings pastorat i Upplands västra kontrakt i Uppsala stift. Församlingen ligger i Enköpings kommun i Uppsala län.

## Administrativ historik
Församlingen har medeltida ursprung. 
Församlingen utgjorde på medeltiden ett eget pastorat för att därefter till 1962 vara annexförsamling i pastoratet Lillkyrka och Boglösa som 1943 utökades med Vallby församling. Från 1962 till 2006 var församlingen annexförsamling i pastoratet Veckholm, Kungs-Husby, Torsvi, Lillkyrka, Boglösa och Vallby. År 2006 införlivades i Boglösa församling Lillkyrka och Vallby församlingar samtidigt som Torsvi och Kungs-Husby församlingar uppgick i Veckholms församling. Från 2014 ingår församlingen i Enköpings pastorat.

## Kyrkor
- Boglösa kyrka
- Lillkyrka kyrka
- Vallby kyrka